# Bob Kushell
Bob Kushell es un guionista y productor de la serie de televisión Los Simpson. También ha escrito episodios para las series Jake in Progress, Hidden Hills, Grounded for Life, Normal, Ohio, The First Gentleman, 3rd Rock from the Sun, Duckman y Dream On. En diciembre de 2008, Kushell comenzó un talk show propio llamado Anytime with Bob Kushell en Crackle.

## EnLos Simpson
- Bart the Fink
- Treehouse of Horror V

## Otras contribuciones
- Jake in Progress
  - The Lying, the Watch, and Jake's Wardrobe
- Hidden Hills
  - The Halloween
  - The Birth
  - Reunion
- Grounded for Life
  - Safety Dance
  - Let's Talk About Sex, Henry
  - Rubber Sold
- Normal, Ohio
- The First Gentleman
- 3rd Rock from the Sun
  - Gobble, Gobble, Dick, Dick
  - Hotel Dick
  - Father Knows Dick
  - The Art of Dick
  - Ab-dick-ted
- Duckman: Private Dick/Family Man
- Yo Yogi!
- Dream On